# Пласкуша (река)
Пласкуша (Плоскуша) — река в Мордовском районе Тамбовской области России, правый приток Битюга (бассейн Дона). Ранее упоминалась как река Плоскуша.
Протекает с северо-востока на юго-запад у сел Изосимовка 2-я,Сосновка, Павловка, Михайловка, Мельгуны Мордовского района. Устье реки находится в 318 км по правому берегу реки Битюг. Длина реки составляет 37 км, площадь водосборного бассейна 310 км².
Имеет 7 притоков, из которых наибольшим является левых приток — река Солонка. На многих притоках реки созданы запруды. В частности известны запруды в с. Павловка — Кашарский пруд, запруда близ святого колодца, запруда под Ильменовкой; Барский пруд близ с. Петровка; запруды в Лаврово, Михайловке, Изосимовке 2-й, Растовке, урочище Огаревка, Криуше, Сосновке, Березовке, Коровино (на реке Березовке), Криуше, Лихачевке.
Река названа по характеру местности по В. И. Далю: плоскуша - плоскоберегая река, также встречается такое название для некоторых трав, в частности зубровка.

## Данные водного реестра
По данным государственного водного реестра России относится к Донскому бассейновому округу, водохозяйственный участок реки — Битюг, речной подбассейн реки — бассейны притоков Дона до впадения Хопра. Речной бассейн реки — Дон (российская часть бассейна).
По данным геоинформационной системы водохозяйственного районирования территории РФ, подготовленной Федеральным агентством водных ресурсов:
- Код водного объекта в государственном водном реестре — 05010100912107000003811
- Код по гидрологической изученности (ГИ) — 107000381
- Код бассейна — 05.01.01.009
- Номер тома по ГИ — 07
- Выпуск по ГИ — 0